# Kruna Aragonije
Kruna Aragonije (arag. Corona d'Aragón, kat. Corona d'Aragó, špa. Corona de Aragón) je nastala ujedinjenjem Kraljevine Aragonije i Grofovije Barcelone. Pošto aragonski kralj nije imao sinova, njegova kći Petronilla od Aragona udala se za grofa od Barcelone, Ramona Berengera. Sin Petronile i Ramona, Alfons II., preuzeo je 1162. godine kao grof Alfons I. vlast u Kataloniji i poslije abdikacije njegove majke, 1164., kraljevsku krunu Aragonije. Novonastala zajednica obuhvaćala je Aragoniju i Kataloniju, a kasnije se proširila i na veliki dio Sredozemlja.
Petar II. Aragonski je vladao od 1196. do 1213. godine. Jakov I. Aragonski (1213. – 1276.) izdao je ustav i riješio podijeliti zemlju svojim sinovima, ali se oni nisu mogli dogovoriti.
Najstariji sin, Petar III. Aragonski, osvojio je 1282. godine Siciliju, ali taj se pohod razvio u rat s Kraljevinom Francuskom. To je dovelo do nesuglasica i razmirica zbog financijskih problema zbog čega se morao uvesti porez, ali ubrzo, 1283. godine, su ljudi zahtijevali staru slobodu. Oni su iznudili od kralja posebne privilegije za Zaragozu. 1285. godine Petrov stariji sin, Alfonso III., poslao je svog strica Jakova II. na Mallorcu i započeo rat s Kastilijom i Francuskom koji je dugo trajao.
Nasljednik Jakova II., Alfons IV. (1327. – 1336.), borio se protiv Đenovljana i zajedno s Alfonsom XI. od Kastilije vodio uspješne borbe protiv Maura. Petar IV. (1336. – 1387.) je okončao rat s Genovom koji je dosta naškodio trgovcima Aragonije. Ponovo je ujedinio Mallorcu (1344.) s Aragonijom, ali je zato dijelom izgubio Sardiniju. Godine 1348. se borio kod Epila i osvojio novo utvrđenje.
Njegov sin, Ivan I. (1387. – 1396.) je izgubio cijelu Sardiniju. Nakon smrti Ivana I. i njegovog brata Martina I. (1396. – 1410.), mnogi su se borili za vlast, ali je za kralja izabran Ferdinand I. Kastilijski (1412. – 1416.), Ivanov nećak. Poslije Ferdinanda na vlast je došao njegov sin Alfons V. (1416. – 1458.) koji je upravu prepustio supruzi Mariji od Kastilije i svom bratu Ivanu dok je on vodio ratove. Aragoniji je priključio Siciliju i Napulj.
Španjolsko carstvo zajedno sa Sardinijom i Sicilijom naslijedio je Ivan II. Aragonski (1458. – 1479.), koji je po svojoj ženi, Blanki, bio i kralj Navare. On je umro 1479. godine. 
Od posebnog značaja je ustavna povijest Aragonije, kada se pokrenulo pitanje obrazovanja građanstva. Već 1118. godine građani Zaragoze dobili su mnoga prava. Gradovi Aragonije i Kastilije uvijek su se trudili očuvati svoje privilegije i slobodu. Vlada Aragonije, koju su činili zastupnici više i niže klase, odlučivala je o ratu i slobodi, savezima i nagodbama, porezima, novcu, novim i starim zakonima, presudama suda.
Ivana II. naslijedio je sin Ferdinand II. koji se 1469. oženio Izabelom od Kastilije i tako postavio temelje ujedinjenju španjolskih kraljevina u buduću Kraljevinu Španjolsku.

## Vanjske poveznice
- Kruna Aragona (na katalonskom)  Arhivirana inačica izvorne stranice od 27. rujna 2007. (Wayback Machine)